# Górnik Zabrze
Górnik Zabrze är ett polskt fotbollslag från staden Zabrze i sydvästra delen av landet. Klubben grundades år 1948 och var ett lag som gruvarbetare från staden Zabrze spelade i. Eftersom Zabrze var en viktig stad i en provins där man utvän mycket kol i gruvorna döptes laget till "Górnik", vilket betyder gruvarbetare på polska. 

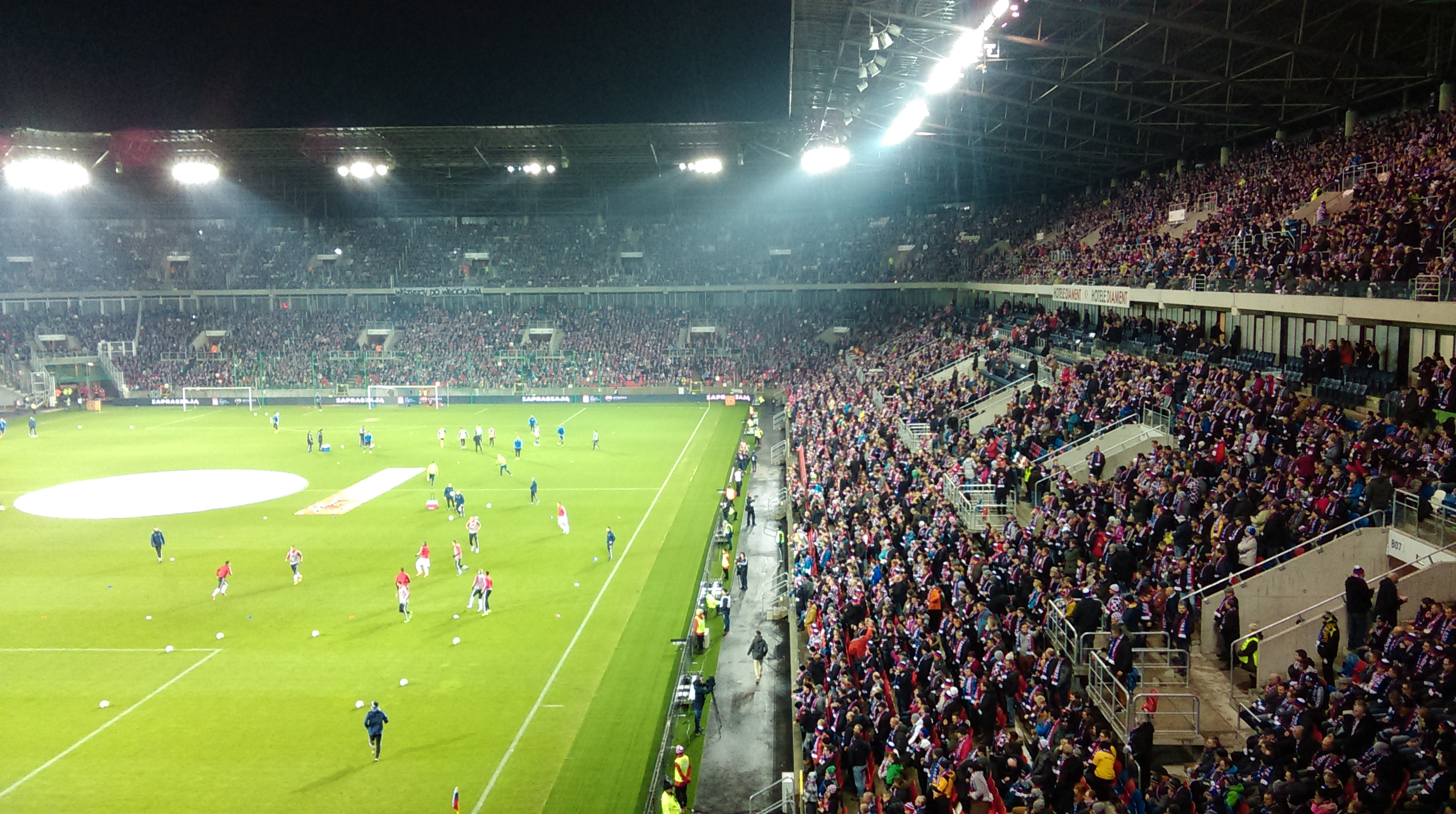
Stadion Ernesta Pohla

Laget är bland de mest framgångsrika i polsk fotbollshitoria. Laget har vunnit 14 mästerskap och var det dominerande laget inom polsk fotboll under 60- och 70-talet. I europeiskt sammanhang kom man till finalen av Cupvinnarcupen år 1970 som man förlorade med 1-2 mot Manchester City.
Under senare år har det gått trögt för det gamla storlaget som nuförtiden oftast huserar i den nedre halvan av tabellen, laget har varit nära på att åka ur ligan några gånger fast lyckas oftast klänga sig kvar till slut.

## Meriter
- Ligaguld (14): 1957, 1959, 1961, 1963, 1964, 1965, 1966, 1967, 1971, 1972, 1985, 1986, 1987, 1988.
- Cupvinnare (6): 1965, 1968, 1969, 1970, 1971, 1972

- Cupvinnarcupen i fotboll:
  - Förlorare: 1969/70

## Kända spelare
- Jakub Błaszczykowski
- Jerzy Gorgoń
- Hubert Kostka
- Włodzimierz Lubański
- Arkadiusz Milik
- Lukas Podolski
- Michał Pazdan
- Andrzej Szarmach
- Zygfryd Szołtysik
- Tomasz Wałdoch